# Castellum divisorium de Nîmes
Le castellum divisorium, ou castellum aquae, est un monument romain construit au Ier siècle à Nîmes, dans le Gard.

## Historique
La construction du castellum remonte au Ier siècle. À l'époque romaine, il constituait l'aboutissement de l'aqueduc qui acheminait l'eau de la fontaine d'Eure à la colonie romaine de Nemausus, via le pont du Gard. Après avoir voyagé sur une cinquantaine de kilomètres à travers la garrigue, l'eau était répartie dans toute la ville par le moyen de canalisations, dont on peut encore aujourd'hui observer les ouvertures.
L'édifice a été mis au jour en 1844 et fait l’objet d’un classement au titre des monuments historiques depuis 1875. Ses vestiges se situent dans le centre-ville de Nîmes, rue de la Lampèze.

## Structure
Il comprend un bassin circulaire de près de 6 m de diamètre qui était à l'origine couvert et 10 ouvertures d'un diamètre de 40 cm. L'eau arrivait par un canal à section rectangulaire et elle était distribuée dans les différents quartiers de Nemausus grâce à 10 tuyaux en plomb partant des 10 ouvertures. Au fond du bassin, 3 autres ouvertures permettaient de le vidanger,. 
La construction de ce réservoir indique un de ces monuments qui ne furent d'abord commandés que par la nécessité, dans l'unique but de distribuer, aux divers quartiers de la ville, l'eau amenée par les aqueducs. On les appelait alors dividicula ; plus tard, ils contribuèrent à l'embellissement des cités, et en raison de leur grandeur et de leur somptuosité, on leur donna le nom de castella.
Il y avait deux espèces de castella : ceux qu'on appelait limaria, dans lesquels se déposaient les limons ou les substances qui altéraient la limpidité des eaux, et ceux qu'on distinguait sous le nom de castella divisoria ou dividicula, où les eaux étaient divisées suivant leur destination et leurs divers emplois. Celui-ci est de la deuxième catégorie. La conservation de ces monuments était confiée à un officier nommé Castellarius. 

## Utilisation
L'eau partait de la source d'Eure, et traversait de nombreux ponts et tunnels (dont le pont du Gard). Enfin, l'eau arrivait dans le castellum puis était répartie dans la ville. Schema du trajet de l'eau, de la source au castellum.